# Ebenezer Swift

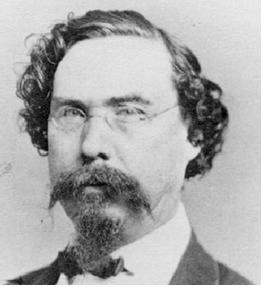
Ebenezer Swift

Ebenezer Swift (ur. 8 października 1819 w Wareham, zm. 24 września 1885 w Hamilton) – amerykański lekarz.
Ukończył studia na Wydziale Medycznym Uniwersytetu w Nowym Jorku w 1842. Od marca 1847 służył jako chirurg asystent w Armii Stanów Zjednoczonych pod dowództwem gen. Winfielda Scotta. Brał udział w wojnie amerykańsko-meksykańskiej. Od 1861 kierował oddziałem medycznym dywizji gen. Ormsby M. Mitchela (Army of the Tennessee).
Żonaty z Sarah Capers Swift. Ich synem był Eben Swift (1854-1938).